# العلاقات السيشلية الكوبية
العلاقات السيشلية الكوبية هي العلاقات الثنائية التي تجمع بين سيشل وكوبا.

## مقارنة بين البلدين
هذه مقارنة عامة ومرجعية للدولتين:
| وجه المقارنة                                              | سيشل                                                | كوبا                              |
| --------------------------------------------------------- | --------------------------------------------------- | --------------------------------- |
| المساحة (كم2)                                             | 459                                                 | 109.88 ألف                        |
| عدد السكان (نسمة)                                         | 95.84 ألف                                           | 11.48 مليون                       |
| الكثافة السكانية (ن./كم²)                                 | 20.88 ألف                                           | 104.48                            |
| العاصمة                                                   | فيكتوريا                                            | هافانا                            |
| اللغة الرسمية                                             | لغة فرنسية، لغة إنجليزية، اللغة الكريولية السيشيلية | اللغة الإسبانية                   |
| العملة                                                    | روبية سيشلية                                        | بيزو كوبي، بيزو كوبي قابل للتحويل |
| الناتج المحلي الإجمالي (بليون دولار)                      | 1.49 مليار                                          | 87.13 مليار                       |
| الناتج المحلي الإجمالي (تعادل القوة الشرائية) بليون دولار | 2.54 مليار                                          |                                   |
| الناتج المحلي الإجمالي الاسمي للفرد دولار أمريكي          | 15.48 ألف                                           |                                   |
| الناتج المحلي الإجمالي للفرد دولار أمريكي                 | 26.42 ألف                                           |                                   |
| مؤشر التنمية البشرية                                      | 0.772                                               | 0.769                             |
| رمز المكالمات الدولي                                      | +248                                                | +53                               |
| رمز الإنترنت                                              | .sc                                                 | .cu                               |
| المنطقة الزمنية                                           | ت ع م+04:00                                         | 00                                |

## منظمات دولية مشتركة
يشترك البلدان في عضوية مجموعة من المنظمات الدولية، منها:
| علم المنظمة | اسم المنظمة                                 | تاريخ انضمام سيشل | تاريخ انضمام كوبا |
| ----------- | ------------------------------------------- | ----------------- | ----------------- |
|             | يونسكو                                      | 18 أكتوبر 1976    | 29 أغسطس 1947     |
|             | منظمة حظر الأسلحة الكيميائية                | 29 أبريل 1997     | ?                 |
|             | الاتحاد البريدي العالمي                     | ?                 | ?                 |
|             | منظمة الشرطة الجنائية الدولية               | 1 سبتمبر 1977     | ?                 |
|             | الأمم المتحدة                               | 21 سبتمبر 1976    | 24 أكتوبر 1945    |
|             | الاتحاد الدولي للاتصالات                    | 17 سبتمبر 1999    | 16 يناير 1918     |
|             | مجموعة دول أفريقيا والكاريبي والمحيط الهادئ | ?                 | ?                 |
|             | تحالف الدول الجزرية الصغيرة                 | ?                 | ?                 |

## وصلات خارجية
- موقع وزارة الخارجية الكوبية